# Luis IX de Baviera
Luis IX, duque de Baviera (en alemán: Ludwig IX, Herzog von Bayern-Landshut; Burghausen, 23 de febrero de 1417 - Landshut, 18 de enero de 1479), fue duque de Baviera-Landshut desde 1450. Era uno de los hijos de Enrique XVI el Rico y Margarita de Austria.

## Biografía
En 1462, Luis derrotó en la batalla de Giengen a Alberto III Aquiles, que trataba de extender su influencia en Franconia. Desde que Luis había invadido las ciudades imperiales libres de Dinkelsbühl y Donauwörth se disputó con el Emperador Federico III hasta que acordaron la paz en Praga en 1463. Luis expulsó a todos los judíos que rechazaran el bautismo de su ducado.
En 1472, Luis fundó la Universidad de Ludwig-Maximilian en Ingolstadt, que fue trasladada a Landshut en 1800 y finalmente a Múnich.

## Familia e hijos
En 1452, Luis se casó con la Princesa Amalia de Sajonia, hija de Federico II de Sajonia. Tuvieron tres hijos:
1. Isabel (ca. 1453-1457).
2. Jorge el Rico, duque de Baviera (15 de agosto de 1455 - 1 de diciembre de 1503).
3. Margarita (7 de noviembre de 1456 - 25 de febrero de 1501), casada el 21 de febrero de 1475 con Felipe del Palatinado.

La boda de su hijo Jorge con la princesa polaca Eduviges Jagellón en 1475 se celebró en Landshut con una de las más espléndidas fiestas de la Edad Media.
| Predecesor: Enrique XVI | Duque de Baviera-Landshut 1450 - 1479 | Sucesor: Jorge el Rico |

- Datos: Q61974
- Multimedia: Louis IX, Duke of Bavaria / Q61974